# بيتر غيست
بيتر غيست (بالإنجليزية: Peter Guest)‏ هو مجدف أسترالي، ولد في 14 فبراير 1938 في فيكتوريا في أستراليا.

## وصلات خارجية
- بيتر غيست على موقع الاتحاد الدولي للتجديف (الإنجليزية)
- بيتر غيست على موقع أوليمبيديا (الإنجليزية)